# Динамічна комбінаторна хімія
Динамі́чна комбінато́рна хі́мія (рос. динамическая комбинаторная химия, англ. dynamic combinatorial chemistry) — один з методів комбінаторної хімії, де генерується суміш продуктів із суміші вихідних речовин в присутності цілі. Продукти при цьому перебувають у динамічній рівновазі з реактантами, а рівновага зсувається в сторону продуктів, що зв’язуються з ціллю. 